# Veronica (film 2017 Spagna)
Veronica (Verónica) è un film del 2017 diretto da Paco Plaza.
Film horror spagnolo proiettato nella sezione Contemporary World Cinema al Toronto International Film Festival 2017. Liberamente ispirato ai veri eventi del caso Vallecas del 1991 in cui Estefanía Gutiérrez Lázaro morì misteriosamente dopo aver utilizzato una tavola ouija.

## Trama
Spagna, 1991. I servizi di emergenza rispondono alla chiamata di una giovane ragazza in preda al panico, la quale afferma che "qualcosa" sta venendo a prendere suo fratello Antonio prima che la chiamata si interrompa.
La storia torna a tre giorni prima: Veronica è una ragazza di 15 anni che vive con la madre e i tre fratelli minori in un appartamento nel quartiere popolare di Vallecas a Madrid. La madre lavora molto per mantenere la famiglia da quando il padre è morto di recente, pertanto Veronica è responsabile dei fratelli, le gemelle Lucia e Irene e Antonio. Il giorno dell'eclissi solare, la sua insegnante spiega come alcune culture antiche utilizzassero il fenomeno per praticare sacrifici umani ed evocare spiriti oscuri; pertanto, mentre la scuola si riunisce sul tetto per assistere all'eclissi, Veronica e la sua amica Rosa scendono di nascosto nel seminterrato per condurre una seduta spiritica mediante una tavola Oujia, in quanto Veronica vuole contattare suo padre. Si unisce la loro compagna Diana, la quale vuole contattare il suo fidanzato morto in un incidente in moto. La seduta sembra funzionare, ma la tazza di vetro che stanno usando diventa troppo calda per essere maneggiata; nel momento dell'eclissi si frantuma e ferisce il dito di Veronica, portandola a sanguinare sulla tavola. La ragazza cade in trance bisbigliando una data: 15 giugno, dopodiché lancia un grido e perde i sensi. Si risveglia in infermeria, apparentemente svenuta per carenza di ferro.
Veronica inizia a sperimentare eventi paranormali: non riesce a cenare, come se una forza invisibile glielo impedisse, e sul suo corpo compaiono varie ferite e sente strani rumori, venendo inoltre evitata dai suoi amici. In cerca di risposte, torna al seminterrato della scuola e incontra "Sorella Morte", una suora anziana e cieca. La donna la rimprovera per le sue azioni, spiegandole che la seduta spiritica ha permesso a uno spirito maligno di attaccarsi a lei, pertanto deve proteggere i suoi fratelli. La suora prova a costringere lo spirito ad andarsene, senza alcun successo.
La ragazza prova a utilizzare dei simboli vichinghi protettivi per i bambini, ma il demone li distrugge. Successivamente arriva ad aggredire Lucia sotto l'influenza dello spirito; una notte, dopo un incubo, scopre che le sono venute le prime mestruazioni e trova sul materasso suo e dei suoi fratelli segni di bruciature. Veronica chiede aiuto a Sorella Morte, la quale le spiega che da giovane si accecò nel tentativo di fermare le visioni di spiriti oscuri che la tormentavano. Poi le consiglia di terminare come si deve la seduta spiritica dicendo addio allo spirito, costringendolo così ad andarsene. Veronica cerca di convincere Rosa e Diana ad aiutarla a fare un'altra seduta spiritica ma loro si rifiutano. Rosa inoltre le rivela che, durante la trance, le aveva bisbigliato che sarebbe morta in tre giorni.
Terrorizzata, Veronica decide di tentare la seduta spiritica con i suoi fratelli. Antonio viene incaricato di disegnare simboli protettivi sui muri, ma lui sbaglia pagina e traccia dei simboli di evocazione. Lo spirito si rifiuta di andarsene e cerca di rapire Antonio, ma Veronica chiama la polizia e scappa con Irene e Lucia. Mentre cerca Antonio, la ragazza si vede allo specchio e scopre la figura di un demone al posto del suo riflesso: capisce quindi di essere stata posseduta per tutto il tempo e di aver ferito i suoi fratelli sotto il controllo della creatura. Tenta di tagliarsi la gola per porre fine alla possessione, ma il demone glielo impedisce e le fa perdere i sensi poco prima che la polizia sopraggiunga trovandola attaccata da una forza invisibile. I bambini vengono portati via dalla polizia scioccata e poco dopo viene annunciata la morte di Veronica mentre una sua fotografia prende fuoco da sola. Tutto ciò accade il 15 giugno.
Cinque anni dopo, nel 1996, vengono riferite delle attività paranormali inspiegabili verificatesi a Madrid. Si spiega che il film si basa sul reale primo rapporto della polizia in Spagna in cui un ufficiale certificò di aver assistito ad attività paranormali.

## Produzione

### Soggetto
Il film è stato ispirato dalla storia di Estefanía Gutiérrez Lázaro, ragazza che ha sofferto di allucinazioni e convulsioni dopo aver svolto una seduta spiritica con una sua amica in una scuola di Madrid per tentare di contattare il defunto fidanzato, morto sei mesi prima in un incidente stradale. La ragazza è morta nel 1992 in circostanze misteriose. Si narra fosse posseduta da uno spirito. La sua casa sarebbe diventata da quel momento luogo di infestazioni paranormali secondo la rivista britannica NME.
La rivista americana Newsweek, citata da NME, è più cauta e, pur riconoscendo che il caso è reale, paragona l'evento a quello che ispirò Orrore ad Amityville. Nella stessa rivista, il regista Paco Plaza dice che non si sentiva in dovere di ritrarre i fatti reali chiarendo che "... l'intera storia di Veronica, le sorelle e Antonio, questo piccolo Marlon Brando con gli occhiali, è tutta una visione".

## Distribuzione
In Spagna, il film è stato distribuito nei cinema a partire dal 25 agosto 2017. Successivamente, Il film è stato reso disponibile su Netflix a partire dal 26 febbraio 2018.

## Accoglienza
Sull'aggregatore Rotten Tomatoes il film riceve l'86% delle recensioni professionali positive, basato su 35 critiche; il consenso critico del sito recita: "Un film horror spaventosamente efficace, Veronica dimostra che non servono ingredienti sofisticati o esotici per creare storie avvincenti e adrenaliniche". Tra le testate che hanno recensito positivamente l'opera sono presenti Nylon, Forbes e Vulture, mentre tra quelle che hanno redatto recensioni negative della pellicola sono presenti The Hollywood Reporter, The Times e Variety.

## Prequel
Nel 2023 Paco Plaza ha realizzato un prequel del film intitolato Sorella Morte, il quale si sofferma sulla storia dell'omonimo personaggio apparso in Veronica.